# Warfhuizen
Warfhuizen (en groningois : Waarfhoezen) est un village de la commune néerlandaise de Het Hogeland, situé dans la province de Groningue.

## Géographie
Le village est situé dans le nord-ouest de la province de Groningue, près de Wehe-den Hoorn

## Histoire
Warfhuizen fait partie de la commune de Leens avant 1990, puis à celle de De Marne avant le 1er janvier 2019, quand celle-ci fusionne avec Bedum, Eemsmond et Winsum pour former la nouvelle commune de Het Hogeland.

## Démographie
Le 1er janvier 2019, le village comptait 200 habitants.

## Lieu de pèlerinage

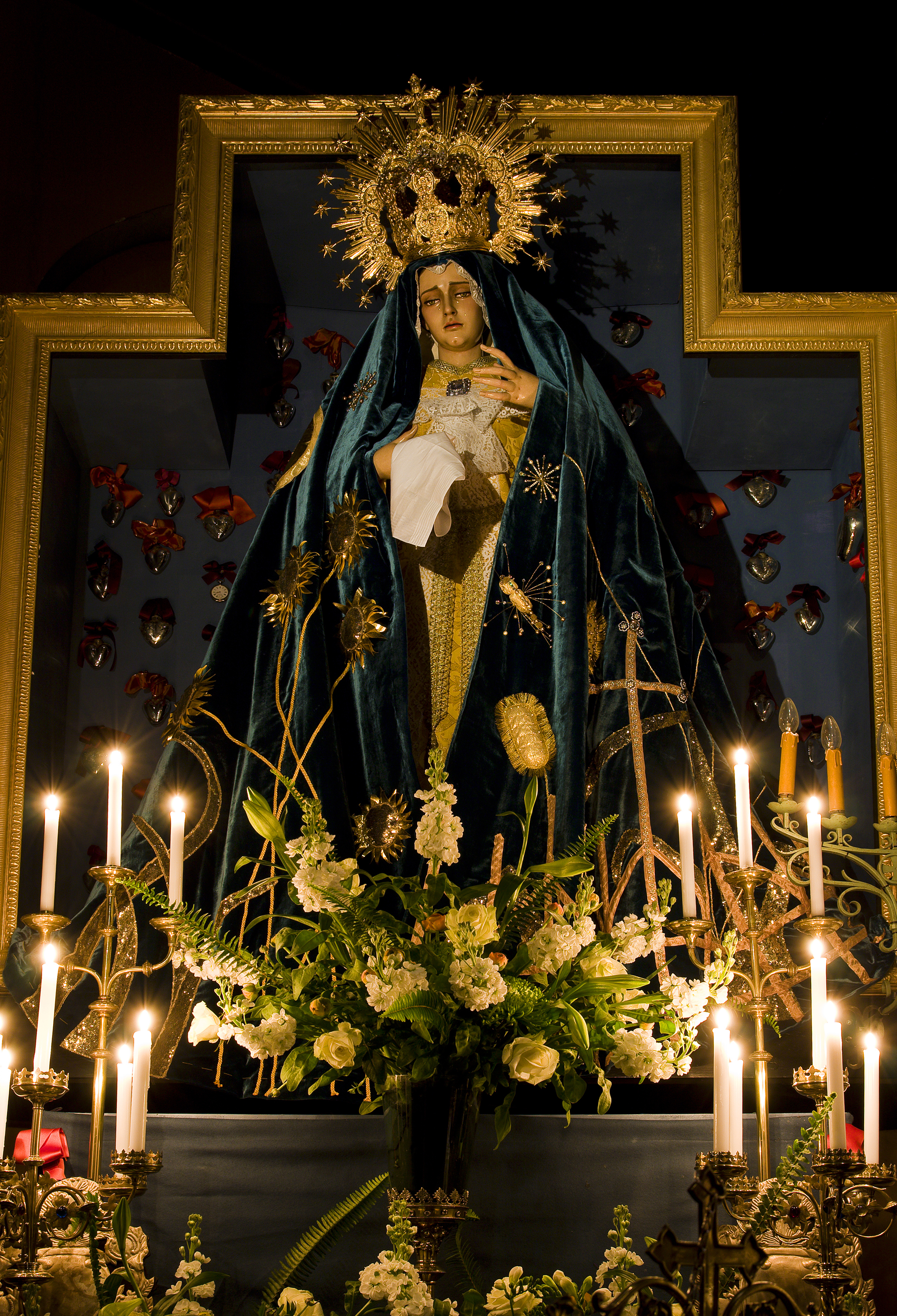
Notre Dame du Jardin Clos

Depuis 2003, Warfhuizen est le lieu de pèlerinage marial catholique le plus au nord de l'Europe. Beaucoup de pèlerins visitent Notre-Dame du Jardin Clos dans l'église de l'Ermitage.